# Euseboides truncatipennis
Euseboides truncatipennis är en skalbaggsart som beskrevs av Stefan von Breuning 1949. Euseboides truncatipennis ingår i släktet Euseboides och familjen långhorningar.
Artens utbredningsområde är Burma. Inga underarter finns listade i Catalogue of Life.